# Поль Сінібальді
Поль Сінібальді (фр. Paul Sinibaldi, 3 грудня 1921, Монтегроссо — 1 квітня 2018, Марсель) — французький футболіст, що грав на позиції воротаря.
Виступав, зокрема, за клуб «Реймс», а також національну збірну Франції.
Триразовий чемпіон Франції.

## Клубна кар'єра
У дорослому футболі дебютував 1945 року виступами за команду «Тулуза», в якій провів один сезон. 
Згодом з 1946 по 1948 рік грав у складі команд «Нім-Олімпік» та «Олімпік» (Алес).
Своєю грою за останню команду привернув увагу представників тренерського штабу клубу «Реймс», до складу якого приєднався 1948 року. Відіграв за команду з Реймса наступні вісім сезонів своєї ігрової кар'єри. Більшість часу, проведеного у складі «Реймса», був основним голкіпером команди.
Завершив ігрову кар'єру у команді «Стад Франсе», за яку виступав протягом 1956—1957 років.

## Виступи за збірну
У 1950 році дебютував в офіційних матчах у складі національної збірної Франції.
Загалом протягом кар'єри в національній команді, яка тривала 1 рік, провів у її формі 1 матч.
Помер 1 квітня 2018 року на 97-му році життя у місті Марсель.
| Дата     | Місто    | Господарі | Результат | Гості   | Турнір           | Голи | Примітки |
| -------- | -------- | --------- | --------- | ------- | ---------------- | ---- | -------- |
| 4-6-1950 | Брюссель | Бельгія   | 4 – 1     | Франція | товариський матч | -4   |          |
| Усього   |          | Матчів    | 1         |         | Голів            | -4   |          |

## Титули і досягнення
- Чемпіон Франції (3):

«Реймс»: 1948-1949, 1952-1953, 1954-1955